# Neoxyphinus keyserlingi
Espèce
Synonymes
- Dysderina keyserlingi Simon, 1907
- Dysderina rugosa Bristowe, 1938

Neoxyphinus keyserlingi est une espèce d'araignées aranéomorphes de la famille des Oonopidae.

## Distribution
Cette espèce est endémique du Brésil. Elle se rencontre dans les États de São Paulo, de Rio de Janeiro et d'Espírito Santo.

## Description
Le mâle décrit par Abrahim, Brescovit, Rheims, Santos, Ott et Bonaldo en 2012 mesure 2,16 mm et la femelle 2,33 mm.

## Étymologie
Cette espèce est nommée en l'honneur d'Eugen von Keyserling.

## Publication originale
- Simon, 1907 : Étude sur les araignées de la sous-section des Haplogynes. Annales de la Société Entomologique de Belgique, vol. 51, p. 246-264 (texte intégral).